# Andrea Bon
Andrea Bon (Republiek Venetië, eind 14e eeuw – aldaar, september 1466) was een benedictijner abt. Bon was de laatste bisschop van Equilium op het gelijknamige eiland in de Lagune van Venetië in Noord-Italië.
Zijn naam wordt ook geschreven als Buono of Bono.

## Levensloop

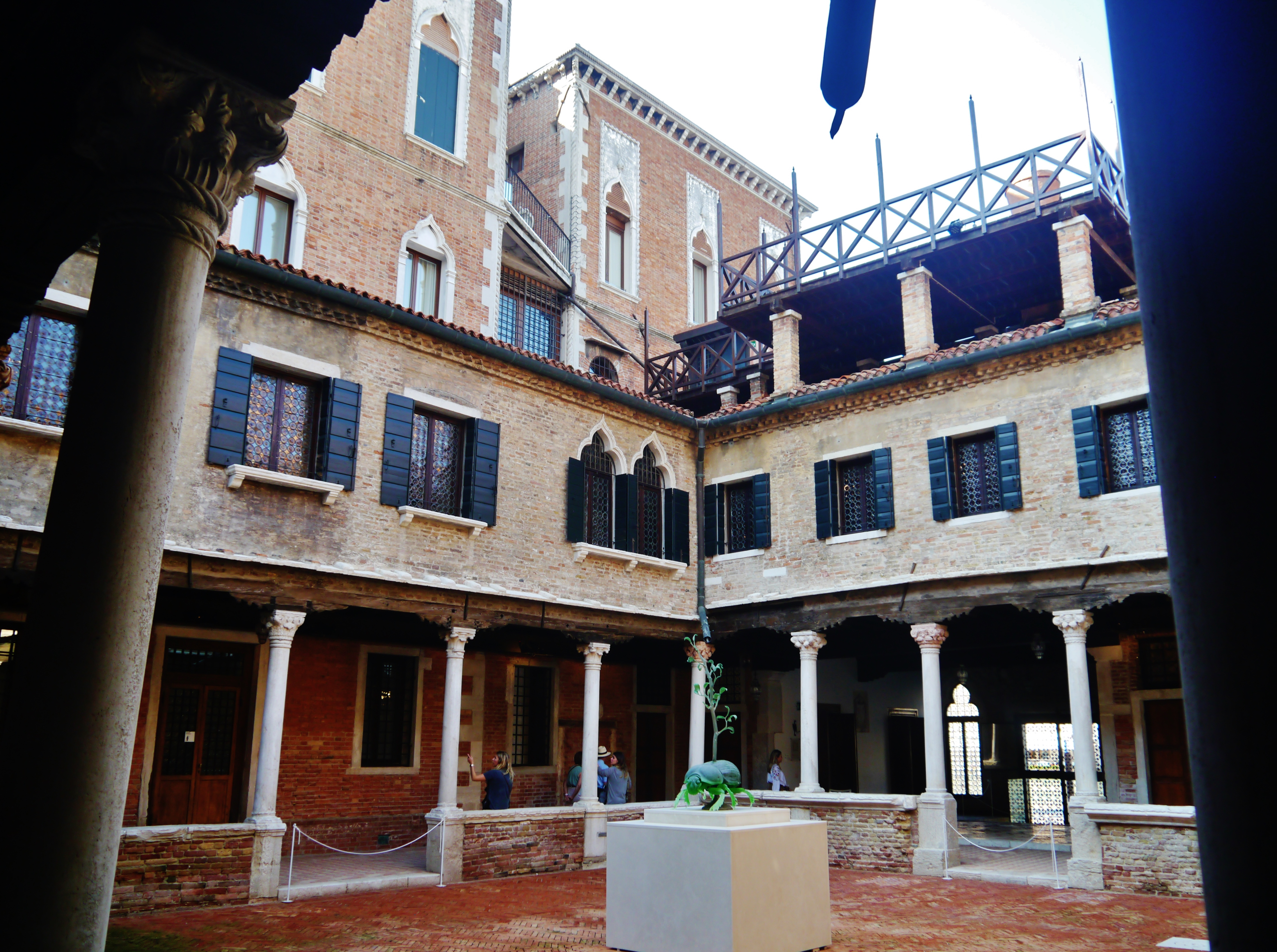
Voormalige abdij San Gregorio in Venetië

### Benedictijn
In de jaren 1410 dook de naam van Andrea Bon op aan de universiteit van Padua in de republiek Venetië. Bon studeerde er achtereenvolgens Vrije kunsten, theologie en kerkelijk recht. Hij trad binnen bij de orde der benedictijnen. Van 1427 tot 1451 was Bon abt van de abdij San Gregorio in Venetië. Tezelfdertijd was hij vicaris-generaal of plaatsvervanger van de bisschop van Venetië, die destijds zijn bisschopszetel had in Castello. Abt Bon vroeg aan paus Martinus V de toestemming om een deel van zijn fortuin dat hij had vergaard, door te geven aan familieleden (1429). Paus Eugenius IV stemde hiermee in, vele jaren later (1444).

### Bisschop
De (titulaire) kanunniken van Equilium verkozen Bon tot hun bisschop (1451). Dit bisdom was gelegen op het eiland Equilium dat niet meer bewoond was. Het eiland was een moerasstreek geworden. Bon bood derhalve zijn diensten aan aan de republiek Venetië. Zo schonk hij onder meer de kerk van San Martino weg. De kerk van San Martino lag in Capodistrië en behoorde toe aan het bisdom Equilium. Bon schonk het weg aan de aartsbisschop van Venetië. Bon zegende kerken in Venetië in en zetelde als kerkjurist in verschillende kerkelijke rechtbanken. Verder dook zijn naam op in manuscripten van kopiisten; het ging om geschriften over heiligenlevens.
In 1465 kloeg de bisschop van Treviso hem aan omwille van inmenging in zijn bisdom. Bon was namelijk actief geweest in Mestre, een grensstad van Treviso. Met steun van de ambassadeur van Venetië werd Bon vrijgesproken in Rome.
Bon stierf een jaar later in september 1466. Bij testament schonk Bon zijn bisschoppelijke attributen en boeken aan zijn opvolger wie dat ook mocht zijn. Paus Paulus II, zelf een Venetiaan, schafte evenwel het bisdom Equilium af. Hij voegde Equilium nog hetzelfde jaar bij het patriarchaat Venetië (1466). Paulus II liet de hele erfenis van Bon opsturen naar de bisschop van Novigrad in Istrië (1467); Paulus II had kort tevoren dit bisdom losgetrokken van het aartsbisdom Venetië (1465). Een gedetailleerde leveringsbon van boeken en meubelen is bewaard gebleven in Novigrad.